# Château La Tour de By

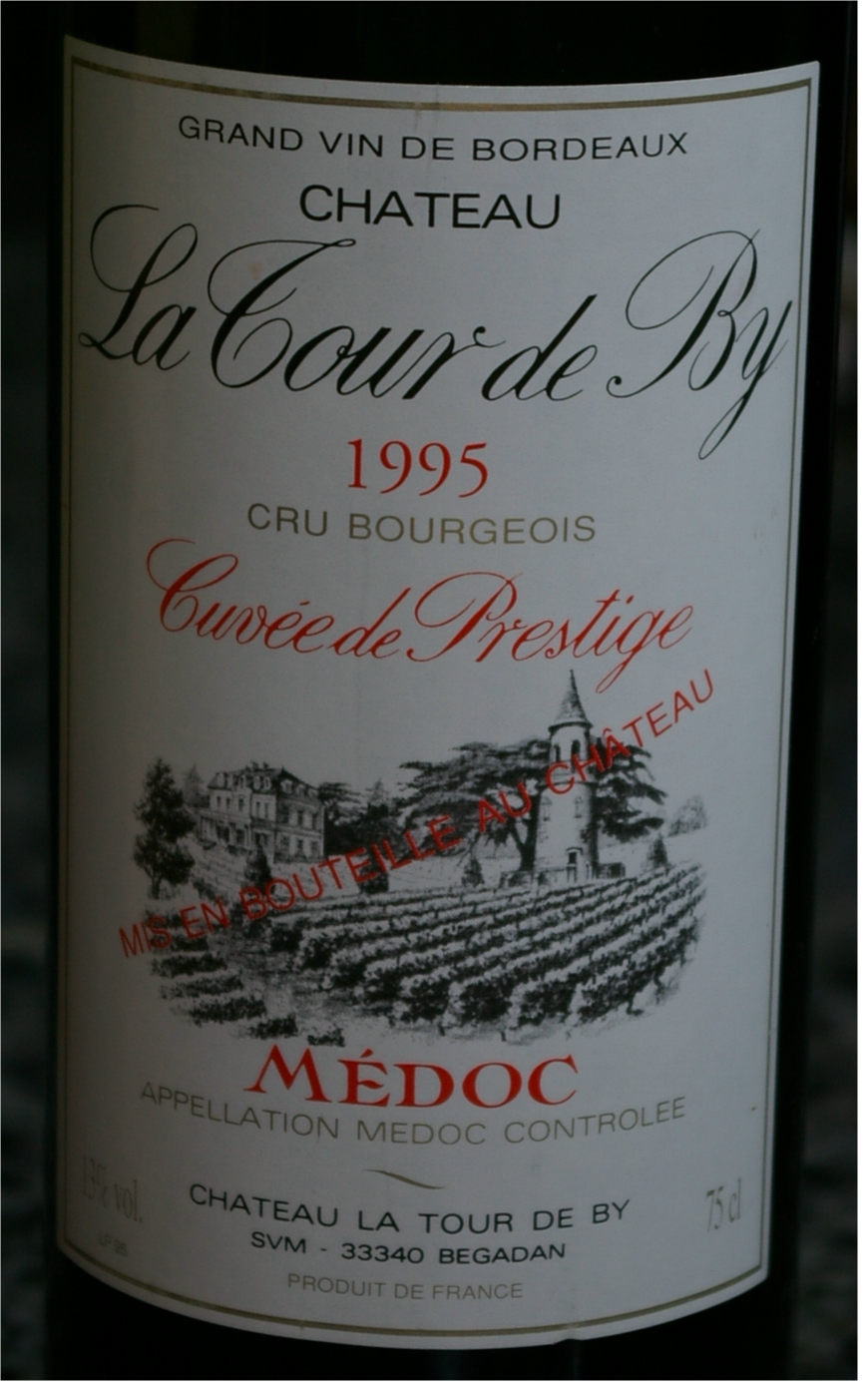
Etikett von 1995, Cuvée de Prestige

Das Château La Tour de By in Bégadan auf der nördlichen Médoc-Halbinsel bei Bordeaux ist eines der größten Weingüter in der Klasse der Cru Bourgeois. Es besitzt ca. 75 Hektar bestockte Rebfläche.

## Geschichte
Das Gut ist unter dem Namen „La Roque de By“ mindestens seit dem 16. Jahrhundert bekannt. 1599 erwarb Pierre Tizon, Seigneur du Fief de By das Weingut. Für 125 Jahre blieb das Gut in seiner Familie, bis es 1725 ein Comte de Gramont erwarb. Später war ein Monsieur de Lignac Eigentümer. 1825 wurde auf den Ruinen einer Windmühle der markante, namensgebende Turm mit Blick über die Gironde errichtet.
1860 kaufte Alfred Rubichon das Gut. Er ließ 1876 das Hauptgebäude des Weingutes mit Blick auf die Gironde erbauen. Julien Damoy erwarb später das Gut und lebte auf La Tour de By bis 1942. Im Dezember 1965 kauften Marc Pages und die Monsieurs Lapalu und Cailloux das Gut. Seit 1999 ist das Gut im Alleinbesitz der Familie Pages.

## Reben
Unter den 75 Hektar Anbaufläche des Gutes sticht der Cabernet Sauvignon mit 65 % hervor. 30 % der Fläche ist mit Merlot bebaut, und die restlichen 5 % belegt der Petit Verdot. Das mittlere Alter der Weinreben liegt bei 35 Jahren.

## Weine
Aus der Anbaufläche des Gutes werden je nach Jahresverlauf drei oder vier Weine erzeugt:
1. Der Grand Vin „Château La Tour de By“, der Hauptwein des Gutes, der je nach Jahrgangs-Charakteristik ca. zwölf Monate in Eichenfässern („Barriques“) ausgebaut wird, die zu 40 % jeweils neu sind.
2. Aus den jüngeren Parzellen wird der „Château La Roque de By“ gefertigt, der vor seiner Abfüllung ca. drei Monate in Eichenfässern lagert.
3. Die „Cuvee de Prestige“, eine Sondercuvee mit geringem Mengenanteil, die nur in zwei oder drei besten von zehn Jahren aus den Spitzen-Parzellen gefertigt wird. Dieser Wein wird in der Tradition der großen und berühmten Grand-Cru-Güter über zwanzig Monate in komplett neuen Eichenfässern ausgebaut.
4. „Les Tourterelles de La Tour de By“: ein fruchtiger und früh trinkreifer Wein.

## Eigentümer
Das Gut befindet sich in privatem Besitz von Marc Pages. Ihm und seinem Sohn Xavier gehört auch das Château Noaillac in Jaudignac-Loirac. Marc Pages verstarb am 4. Juli 2007.

## Kritiken

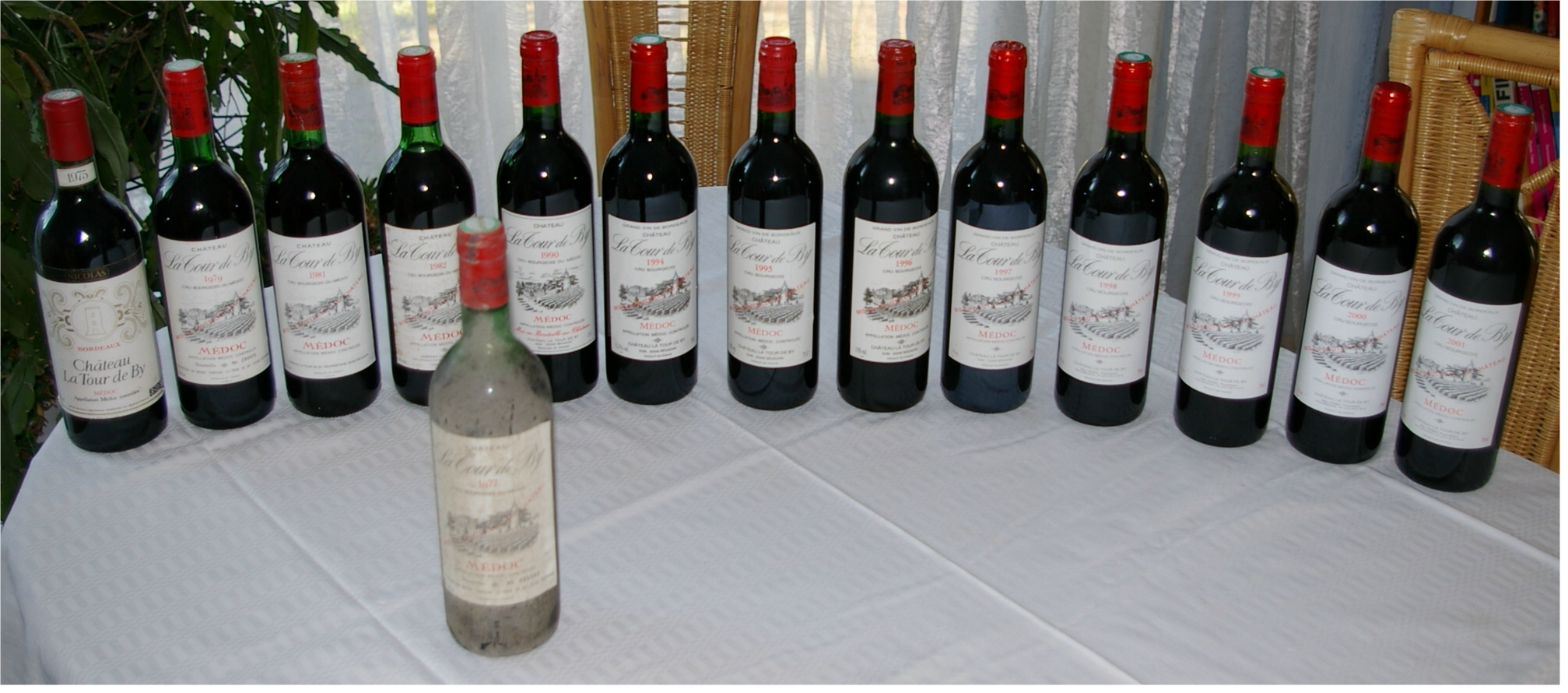
Eine Vertikalen-Probenzusammenstellung Tour de By von 1975 bis 2001

Der international bekannte Weinkritiker Robert Parker schrieb über das Gut: „La Tour de By produziert reichfruchtige, solide Weine mit guter Farbe, denen es lediglich an Komplexität und Intensität im Bukett fehlt.“ Parker-Punkte-Wertungen der Weine dieses Gutes existieren allerdings nicht.
Bei Hugh Johnson werden die Jahrgänge 1985, 1986, 1988, 1989 und 1990 als gut trinkbar gelistet. Die Jahrgänge 1982, 1995 und 1998 könnten durch weitere Lagerung noch gewinnen. Hervorragend ausgefallen sei der Jahrgang 2000. Jetzt bereits sehr angenehm seien die Jahrgänge 1996, 1997, 1999 und 2001. (Stand 2007)